# Lachnanthes
Lachnanthes é um género botânico pertencente à família Haemodoraceae.
1. ↑  «Lachnanthes — World Flora Online». www.worldfloraonline.org. Consultado em 19 de agosto de 2020